# (3183) Franzkaiser
(3183) Franzkaiser est un astéroïde de la ceinture principale découvert le 2 août 1949 par l'astronome allemand Karl Wilhelm Reinmuth. Le lieu de découverte est Heidelberg (024). Sa désignation provisoire était 1949 PP.